# 鬼武健二
鬼武 健二（おにたけ けんじ、1939年9月19日 - ）は、広島市西区天満町出身の元サッカー選手、サッカー指導者。日本プロサッカーリーグ（Jリーグ）専務理事、同第3代目理事長（Jリーグチェアマン）。
ヤンマーディーゼルサッカー部の攻撃サッカーを築いた名将で、日本サッカーリーグ（JSL）で通算93勝を挙げたJSL最多勝監督。
また、セレッソ大阪の創設、Jリーグ入りを総責任者として尽力した。
　

## 来歴
広島大学附属高等学校、早稲田大学政治経済学部卒業。
現役時代は162センチの俊足フォワードとして活躍、主にウィンガーとしてプレーした。高校時代の同級生は高重清純、一つ下は丹羽洋介、2つ下は桑田隆幸、野村尊敬がいた（ちなみに鬼武をサッカー部へ誘ったのが高重と野村である。）。早大の1つ下に丹羽、2つ下に桑田、野村、松本育夫。1962年早大卒業後ヤンマーディーゼルに入社。同社サッカー部に加入し、1965年設立の日本サッカーリーグ（JSL）でもプレーする。ちなみにJSL退場者1号である。
1967年には28歳にしてヤンマーの監督に就任し、釜本邦茂、ネルソン吉村、湯口栄蔵ら若い力を結集させて1968年、1970年、1974年の3度にわたりヤンマーを天皇杯優勝に導き、また1971年、1974年、1975年にはJSLで優勝するなどヤンマー黄金期を築いた。
鬼武が監督に就任してヤンマーは毎日午後から仕事をしないで練習をするようになった。それまで他の実業団は休日練習の他は、平日週二日程度の練習であったため、ヤンマーが強くなって他の会社も同じように平日も練習するようになった、結果的に日本サッカーのレベル向上にも貢献している。
1977年、監督を退任。
社業では船舶事業部次長のち1988年マリンレジャー営業部長、1989年、ヤンマーマリナックス社長を務めた。
1992年、ヤンマーサッカー部の選手・監督としての経験が買われ Jリーグ入りを目指すヤンマーサッカー部のサッカープロ化推進室長兼サッカー部長に就任して総責任者として指揮を執る。資金面の不足から日本ハムなどに協力を受けて1993年「大阪サッカークラブ（ヤンマーサッカー部を母体としたJリーグクラブセレッソ大阪の運営会社）」を設立して社長に就任、セレッソ大阪のJリーグ加盟、昇格に尽力した。2000年に社長職を退いて会長となった。
社長時代から理事としてJリーグ運営にも参画し、2004年に会長を引退した後にJリーグ専務理事に就任する。2006年7月より退任する鈴木昌の後任としてJリーグのチェアマンとなった。15歳以下の年代では下級生に当たる14歳、13歳の選手が活躍できない状況にあるとして、「Jリーグ U-14」および「Jリーグ U-13」を本人曰く「強引に」発足させた。また統括は難しくなるが、Jリーグクラブが各都道府県に2つずつ在ることが理想である として拡大路線（日本プロサッカーリーグ#沿革を参照）の継続を進めた。
2010年6月、任期満了によりJリーグ イレブンミリオン プロジェクトの達成を見る前にチェアマンを退任、2010年6月に日本サッカー協会名誉副会長に、2011年4月より大阪府サッカー協会会長にそれぞれ就任した。
2015年、第12回日本サッカー殿堂入り。

## チェアマン時代の失態
2007年4月24日、J1川崎フロンターレ所属の我那覇和樹に対して、サンケイスポーツが「にんにく注射でパワー全開」というタイトルの偽インタビュー記事を載せた。後に事実無根のフェイクニュースであったことが発表された。
これに対し、当時の鬼武Jリーグチェアマンはほかに全く根拠がないにも関わらず我那覇和樹がドーピング違反をしたと断定し処分を下した。その後我那覇側がJSAAに提訴すると、鬼武は自らの処分が覆されることを恐れてそこでの仲裁を拒んだ。
そこで我那覇側は単独提訴が可能なCASに提訴し、CASでの審査の結果当然のようにJリーグの処分は無効とされ、Jリーグに対し我那覇側の訴訟費用負担命令がなされた。しかしメンツのためここでも鬼武チェアマンは自らの非を認めることはなかった。
また、この件に関し川崎フロンターレに課していた制裁金1000万円をCASの上記裁定後に返還しないことを発表した。
この一件はJリーグ初のドーピング冤罪事件として、後のJリーグのドーピング規定に影響を与えた。

## 個人成績
| 国内大会個人成績 | 国内大会個人成績 | 国内大会個人成績 | 国内大会個人成績 | 国内大会個人成績 | 国内大会個人成績 | 国内大会個人成績  | 国内大会個人成績  | 国内大会個人成績 | 国内大会個人成績 | 国内大会個人成績 | 国内大会個人成績 |
| 年度             | クラブ           | 背番号           | リーグ           | リーグ戦         | リーグ戦         | リーグ杯          | リーグ杯          | オープン杯       | オープン杯       | 期間通算         | 期間通算         |
| 年度             | クラブ           | 背番号           | リーグ           | 出場             | 得点             | 出場              | 得点              | 出場             | 得点             | 出場             | 得点             |
| 日本             | 日本             | 日本             | 日本             | リーグ戦         | リーグ戦         | -                 | -                 | 天皇杯           | 天皇杯           | 期間通算         | 期間通算         |
| ---------------- | ---------------- | ---------------- | ---------------- | ---------------- | ---------------- | ----------------- | ----------------- | ---------------- | ---------------- | ---------------- | ---------------- |
| 1965             | ヤンマー         |                  | JSL              |                  |                  | -                 | -                 |                  |                  |                  |                  |
| 1966             | ヤンマー         |                  | JSL              |                  |                  | -                 | -                 |                  |                  |                  |                  |
| 1967             | ヤンマー         |                  | JSL              |                  |                  | -                 | -                 |                  |                  |                  |                  |
| 通算             | 日本             | 日本             | JSL1部           | 28               | 7                | -\|\|\|\|\|\|\|\| | -\|\|\|\|\|\|\|\| |                  |                  |                  |                  |
| 総通算           | 総通算           | 総通算           | 総通算           | 28               | 7                | -\|\|\|\|\|\|\|\| | -\|\|\|\|\|\|\|\| |                  |                  |                  |                  |

## 監督成績
| 年度 | 所属   | クラブ   | リーグ戦 | リーグ戦 | リーグ戦 | リーグ戦 | リーグ戦    | リーグ戦 | カップ戦 | カップ戦 |
| 年度 | 所属   | クラブ   | 順位     | 試合     | 勝点     | 勝利     | 引分        | 敗戦     | JSL杯    | 天皇杯   |
| ---- | ------ | -------- | -------- | -------- | -------- | -------- | ----------- | -------- | -------- | -------- |
| 1967 | JSL    | ヤンマー | 5位      | 14       | 14       | 6        | 2           | 6        | -        | 準決勝   |
| 1968 | JSL    | ヤンマー | 準優勝   | 14       | 19       | 7        | 5           | 2        | -        | 優勝     |
| 1969 | JSL    | ヤンマー | 5位      | 14       | 13       | 6        | 1           | 7        | -        | 資格なし |
| 1970 | JSL    | ヤンマー | 4位      | 14       | 15       | 7        | 1           | 6        | -        | 優勝     |
| 1971 | JSL    | ヤンマー | 優勝     | 14       | 22       | 9        | 4           | 1        | -        | 準優勝   |
| 1972 | JSL1部 | ヤンマー | 準優勝   | 14       | 20       | 7        | 6           | 1        | -        | 準優勝   |
| 1973 | JSL1部 | ヤンマー | 3位      | 18       | 23       | 10       | 3           | 5        | 優勝     | 準決勝   |
| 1974 | JSL1部 | ヤンマー | 優勝     | 18       | 25       | 10       | 5           | 3        | -        | 優勝     |
| 1975 | JSL1部 | ヤンマー | 優勝     | 18       | 31       | 14       | 3           | 1        | -        | 準決勝   |
| 1976 | JSL1部 | ヤンマー | 4位      | 18       | 21       | 9        | 3           | 6        | 予選敗退 | 準優勝   |
| 1977 | JSL1部 | ヤンマー | 5位      | 18       | 40       | 8        | 3PK勝 2PK敗 | 5        | 準優勝   | 準優勝   |
| 1978 | JSL1部 | ヤンマー | 準優勝   | 18       | 47       | 11       | 1PK勝 1PK敗 | 5        | 準々決勝 | 準々決勝 |